# Bavli járás

A Bavli járás Tatárföldön

A Bavli járás (oroszul Бавлинский район, tatárul Баулы районы) Oroszország egyik járása Tatárföldön. Székhelye Bavli.

## Népesség
- 2010-ben 36 270 lakosa volt, melyből 23 414 tatár, 7 346 orosz, 2 060 csuvas, 2 031 udmurt, 383 mordvin, 208 baskír, 123 ukrán, 16 mari.